# Borrenes
Borrenes ist eine Gemeinde mit 303 Einwohnern (Stand: 2024) im nordwestlichen Zentral-Spanien in der Provinz León in der Autonomen Gemeinschaft Kastilien-León. Die Gemeinde besteht neben dem Hauptort Borrenes aus den Ortschaften La Chana, Orellán, San Juan de Paluezas und Voces.

## Geografie
Borrenes liegt etwa 88 Kilometer westlich von León in einer Höhe von ca. 555 m. 

## Bevölkerungsentwicklung
| Jahr        | 1900 | 1950 | 1970 | 1981 | 1991 | 2001 | 2011 | 2021 |
| ----------- | ---- | ---- | ---- | ---- | ---- | ---- | ---- | ---- |
| Einwohner   | 975  | 1539 | 1038 | 750  | 612  | 468  | 387  | 307  |
| Quelle: INE |      |      |      |      |      |      |      |      |

## Sehenswürdigkeiten
- Kirche von Borrenes
- Kirche Mariä Himmelfahrt in San Juan de Paluezas

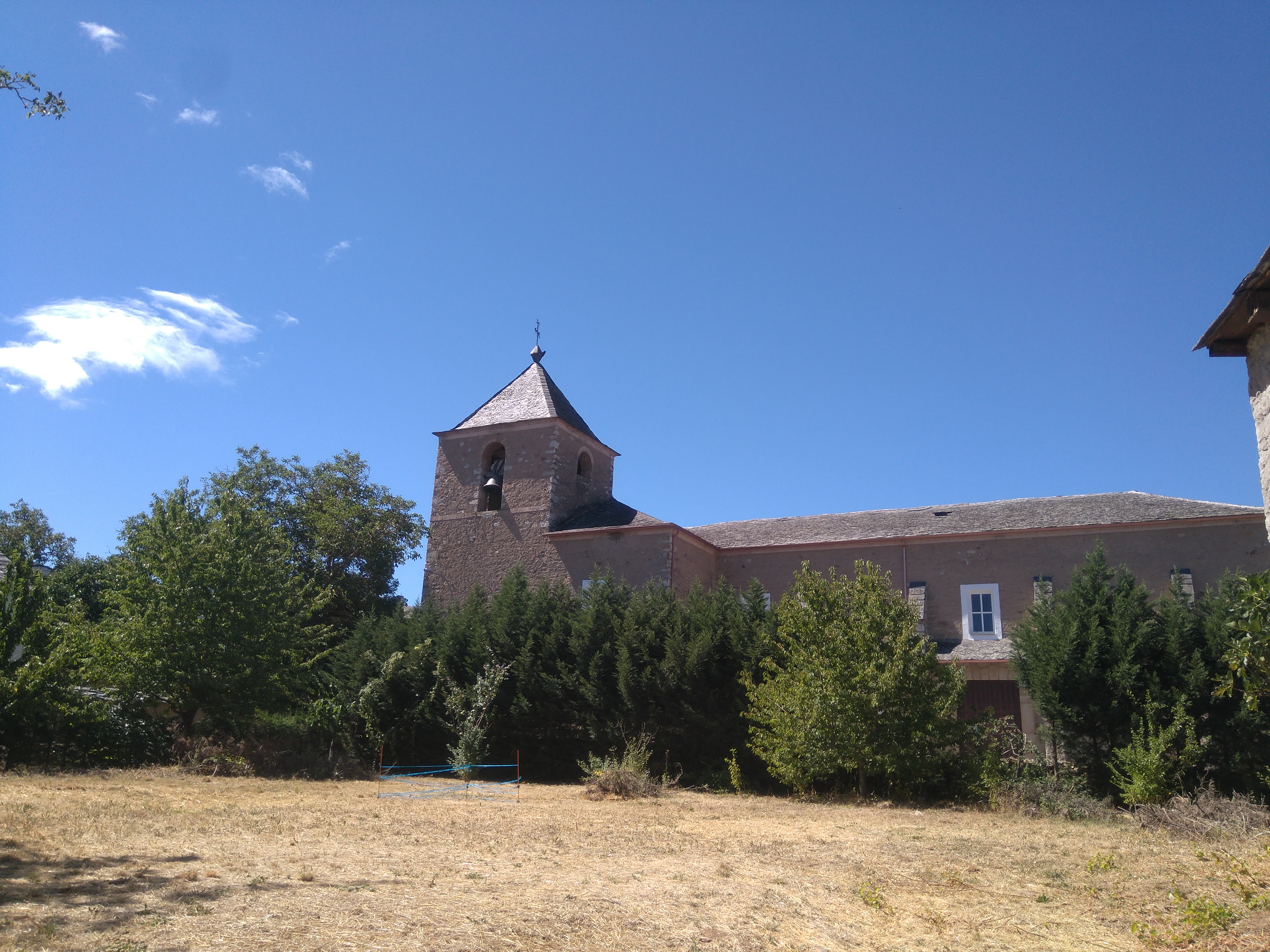
Kirche von Borrenes
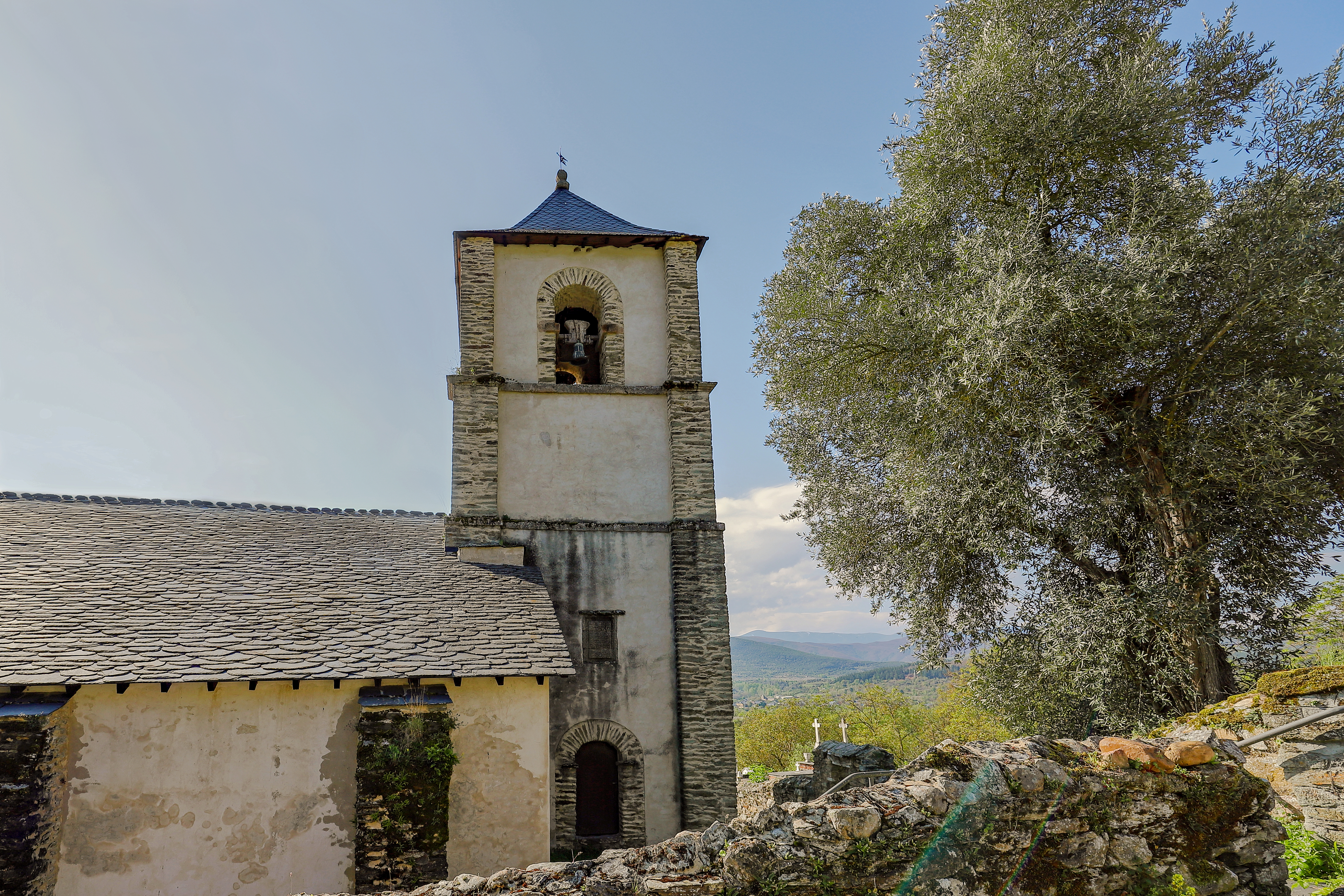
Kirche Mariä Himmelfahrt
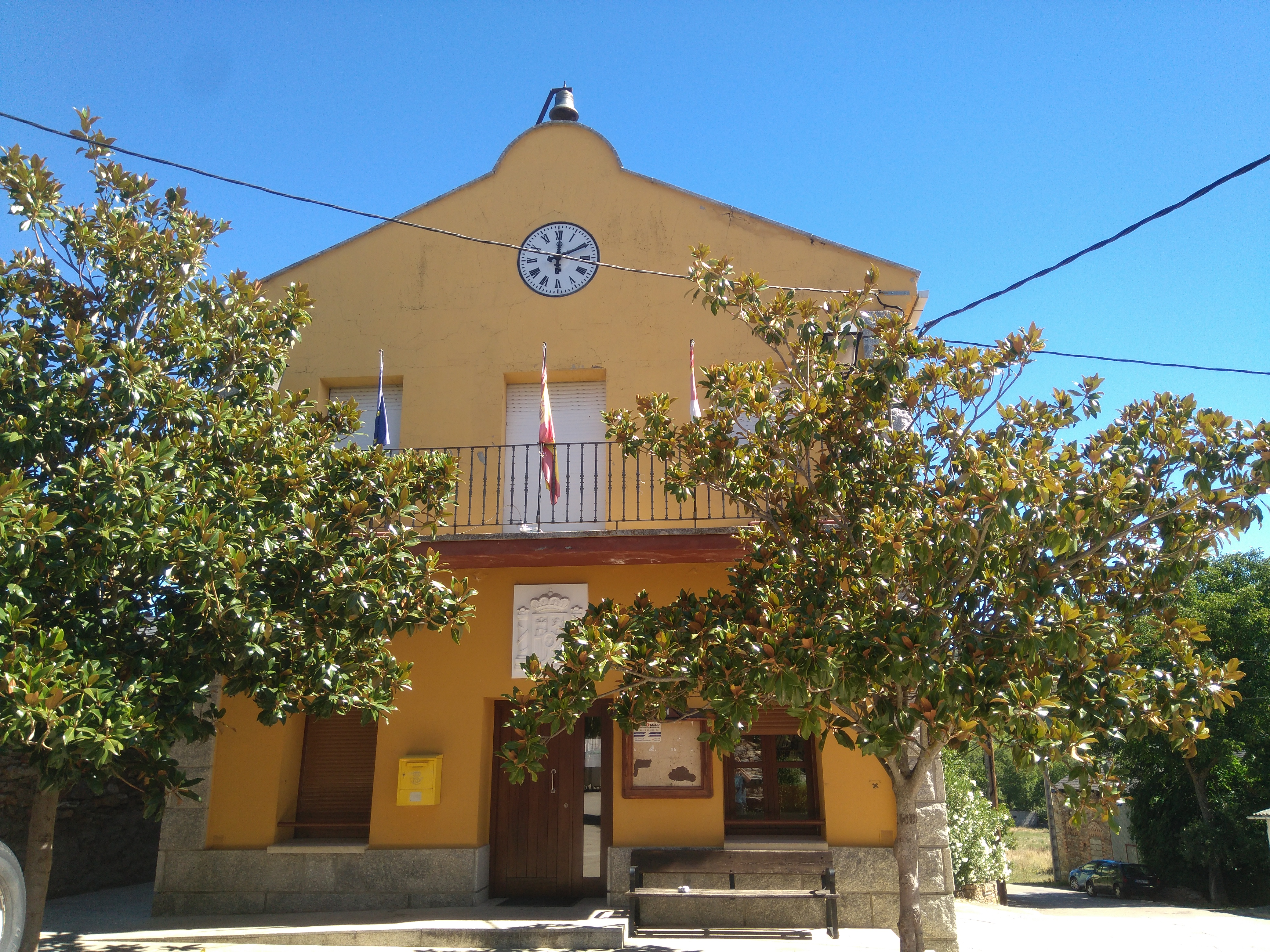
Rathaus